# 林山麓施瓦岑巴赫
林山麓施瓦岑巴赫（德語：Schwarzenbach am Wald，官方拼写为，發音：[ˈʃvaʁtsn̩ˌbax ʔam ˈvalt] ⓘ）是德国巴伐利亚州上弗兰肯行政区霍夫县的城市，面积36.7平方千米，2023年12月31日人口为4,301人。